# Instituto Hondureño de Antropología e Historia

El Instituto Hondureño de Antropología e Historia, también conocido como IHAH, es una institución autónoma del gobierno hondureño, con personalidad jurídica y patrimonio propio cuya finalidad es proteger el patrimonio cultural de la nación hondureña.
El IHAH fue creado mediante el Decreto N.º 245 del 22 de julio de 1952, originalmente bajo el nombre de Instituto Nacional de Antropología e Historia bajo el gobierno del Dr. Juan Manuel Gálvez.
En 1968 bajo el decreto N.º 118, cambió su nombre a Instituto Hondureño de Antropología e Historia, en donde su organización administrativa cambió para tener autonomía, personalidad jurídica y patrimonio propio.
En 1996 se hizo merecedor del Premio de Estudios Históricos Rey Juan Carlos I que otorga la cooperación cultural española en Honduras.
El IHAH cuenta con un sitio web, donde cotidianamente pueden consultarse sus publicaciones.
El Instituto Hondureño de Antropología e Historia cuenta con los siguientes departamentos:
- Departamento de Investigaciones Antropológicas (DIA)
- Departamento de Investigaciones Históricas
- Departamento de Museos
- Departamento de Restauración
- Departamento de Protección del Patrimonio Cultural